# Myxocyprinus asiaticus
Myxocyprinus asiaticus là một cá cảnh nước ngọt phổ biến thuộc về họ Catostomidae. Nó phát triển đến khoảng 1,35 m và không thích hợp cho hầu hết các bể cá trong nhà. Loài cá này đã suy giảm đáng kể do ô nhiễm, đập (ngăn chặn di cư sinh sản tự nhiên của nó), đánh bắt quá mức, và săn bắt cho thị trường cá cảnh.